# The Little Nicky Soundtrack
The Little Nicky Soundtrack é a trilha sonora do filme Little Nicky - Um Diabo Diferente.

## Músicas

### Disco Um
0."Runnin with the Devil" - Van Halen
1. "School Of Hard Knocks" - P.O.D.
2. "Pardon Me" - Incubus
3. "Change (In The House Of Flies)" - Deftones
4. "(Rock) Superstar" - Cypress Hill
5. "Natural High" - Insolence
6. "Points Of Authority" - Linkin Park
7. "Stupify (Fu's Forbidden Little Nicky Remix)" - Disturbed
8. "Nothing" - Unloco
9. "When Worlds Collide" - Powerman 5000
10. "Cave" - Muse
11. "Take a Picture" - Filter
12. "Be Quiet And Drive (Far Away) (Acoustic)" - Deftones
13. "Highway To Hell " - AC/DC

## Singles
1. "School Of Hard Knocks" - P.O.D.